# Pierre-Emerick Aubameyang
Pierre-Emerick Emiliano François Aubameyang Crespo (Laval, 18 de juny de 1989) és un futbolista francès, de pare gabonès i mare espanyola. Actualment juga a l'Al-Qadisiya FC Al Khubar i a la selecció de futbol del Gabon. És conegut per la seva velocitat i és considerat el futbolista més ràpid del planeta, essent capaç de recórrer 30 metres en 3,7 segons. Encetà la carrera esportiva a l'AC Milan i fou cedit quatre cops abans de fitxar per l'AS Saint-Étienne. Es va unir al Borussia Dortmund al final de la temporada 2012-2013. Al mercat d'hivern de la temporada 2017-18, fitxà per l'Arsenal FC i al de la temporada 2021-2022 pel FC Barcelona.
La temporada 2021-2022 va ajudar moltissim aquell Barça que estava en una situació critica; tot i que va estar poc temps a l'equip, va tenir 14 participacions directes de gol en 24 partits. Va estar-hi poc temps en aquest equip.
El 19 de maig de 2022, Aubameyang va anunciar oficialment la seva retirada internacional després de 72 partits i 30 gols marcats, tot i que després se'n va desdir i hi va tornar.

## Carrera esportiva

### AC Milan
Aubameyang va començar la seva carrera esportiva el 2007 quan es va unir a l'AC Milan. L'agost va formar part de l'equip que va acabar quart en la Champions Youth Cup disputada a Malàisia i es va fer un nom en el futbol mundial i diversos observadors internacionals clavaren la mirada en el seu talent. Va ser guardonat amb el premi Roberto Bettega per ser el màxim golejador del campionat.

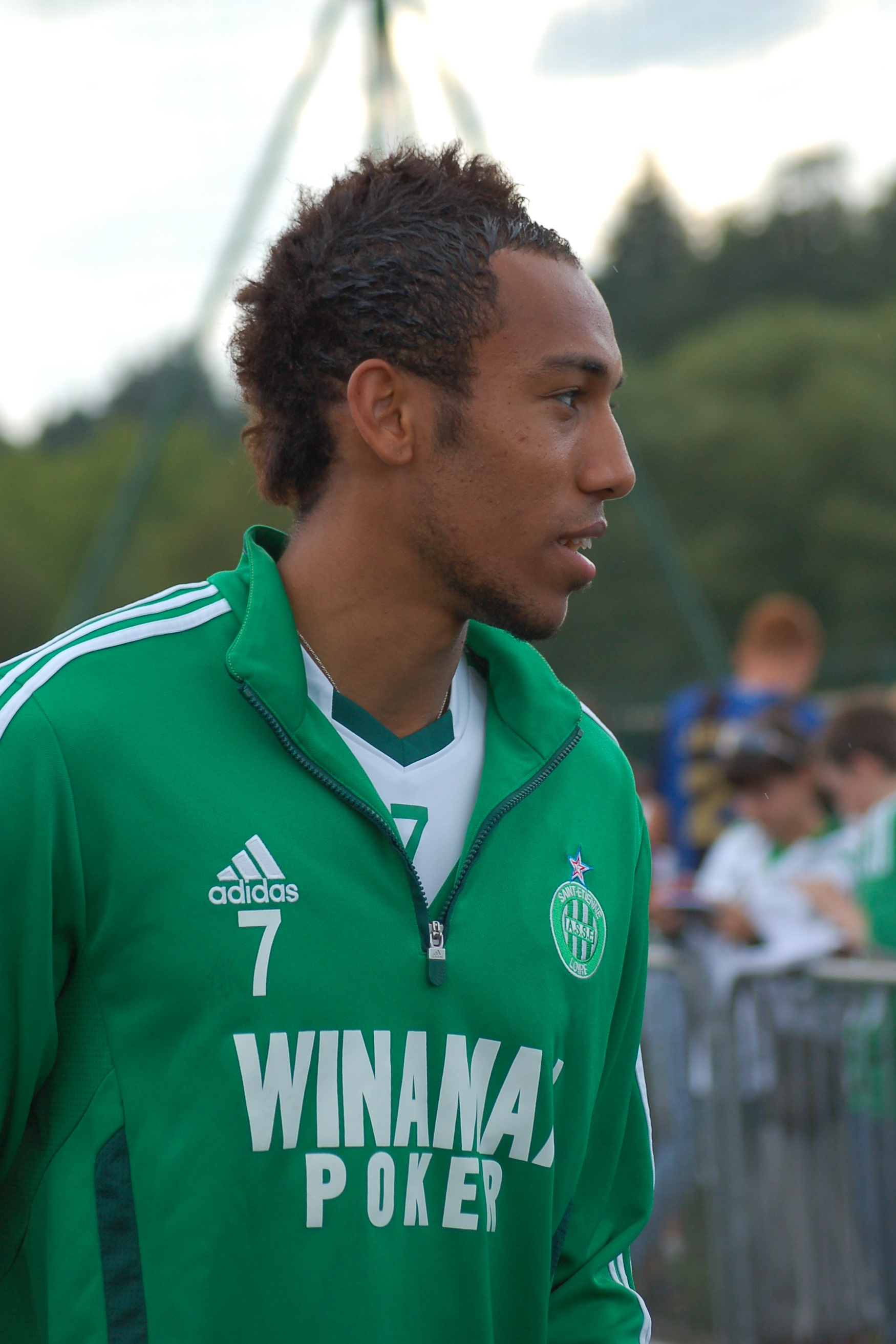
Aubameyang amb el Saint-Étienne el 2011

### Dijon FCO
A la temporada 2008-2009, Aubameyang se'n va anar cedit al Dijon FCO. Va realitzar una excel·lent campanya fent un total de 10 gols i 2 assistències en totes les competicions. Va ser elogiat pel seu entrenador dient que tenia una excel·lent capacitat física.

### Lille
El 24 de juny de 2009 es va fer oficial que marxava cedit cap al Lille OSC. En comparació amb la temporada al Dijon en aquesta temporada realitzà un registre bastant discret, i marcà 2 gols en els 14 partits que va disputar.

### AS Monaco
A la temporada 2010-2011 va ser cedit un altre cop, aquesta vegada al club monegasc, on va marcar 2 gols i va jugar 19 partits. El gener del 2011 després de sis mesos cedit a l'AS Mònaco, se'n va anar cedit a l'AS Saint-Étienne fins al final de la temporada 2010-2011. Va finir la temporada havent marcat 4 gols. El juliol del mateix any la cessió es va allargar fins a la fi de la temporada 2011-2012.

### AS Saint-Étienne
Al desembre de 2011 va signar el traspàs al Saint-Étienne. Ràpidament va entrar dintre dels plans de l'entrenador i va figurar en l'alineació oficial amb el dorsal 7 a la samarreta. Anotà el seu primer hat-trick contra el FC Lorient. Va guanyar el seu primer trofeu important com a futbolista el 20 d'abril de 2013 i Aubameyang estava en l'onze inicial. Finalment el Saint-Étienne es va endur la Coupe de la ligue guanyant per 1 a 0. Va acabar la temporada amb 18 gols i 7 assistències en totes les competicions.

### Borussia Dortmund

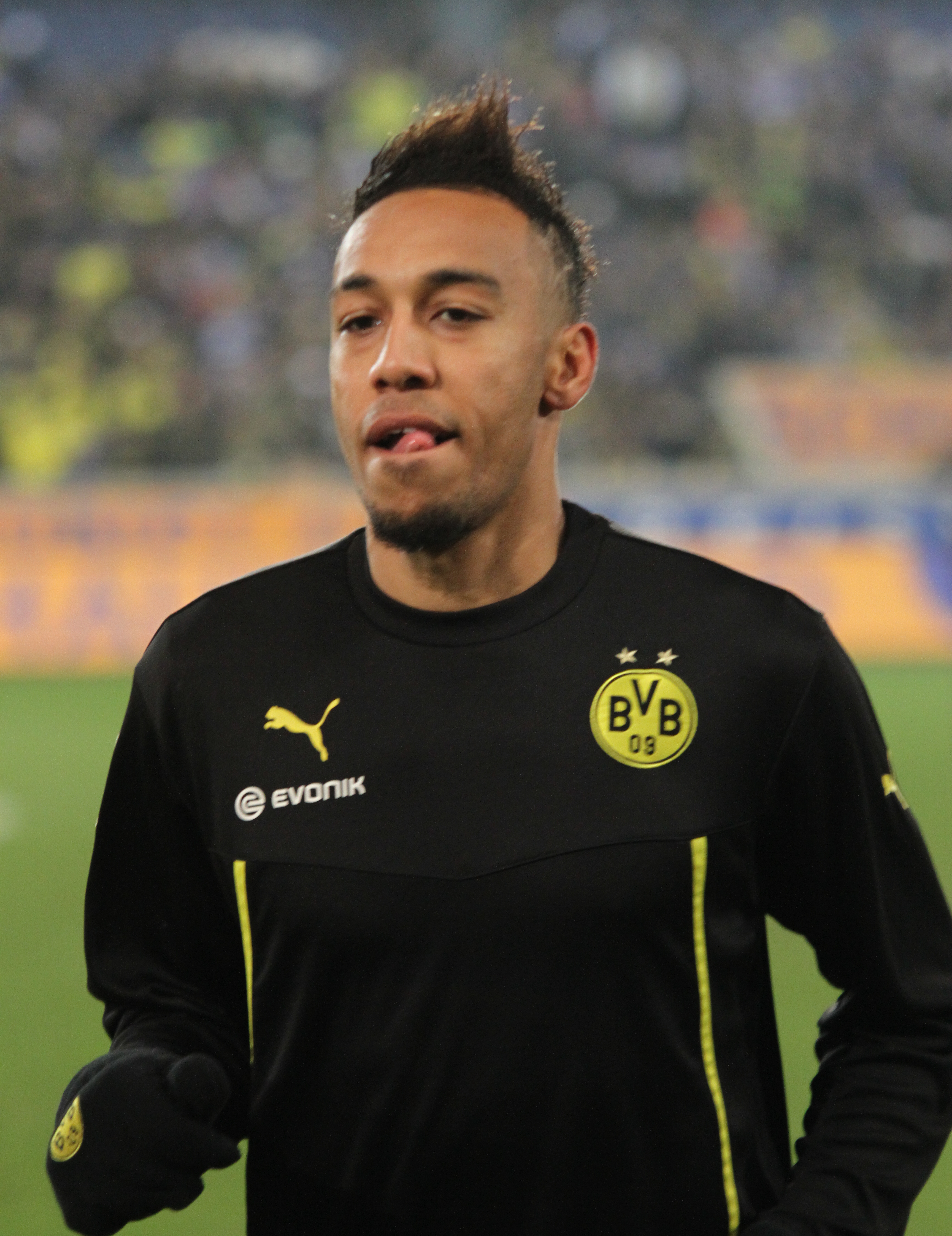
Aubameyang amb el Borussia Dortmund

#### Temporada 2013-2014
Al 4 de juliol del 2013 Aubameyang va fitxar pel Borussia Dortmund en un contracte de 5 anys. El seu debut va ser el 27 de juliol de 2013 contra l'FC Bayern de Múnic a la DFL-Supercup 2013, substituint Jakub Błaszczykowski en els últims 18 minuts de partit. Al 10 d'agost del 2013 va debutar a la Bundesliga contra l'Augsburg marcant un hat trick i convertint-se així en el primer gabonès que jugà a la Bundesliga. Acabà la temporada marcant 21 gols a la lliga i 32 gols en totes les competicions

#### Temporada 2014-2015
Aquesta temporada es va veure marcada pels gols importants que va marcar Aubameyang. Al 13 d'agost va donar una assistència i marcà un gol en la final de la DFL-Supercup contra el Bayern, amb un resultat final de 2-0. En el següent partit Aubameyang va marcar 2 gols i va donar una assistència a Adrián Ramos, en un partit que acabà amb un 4-1 favorable al conjunt d'Aubameyang. El 13 de setembre marcà el primer gol en la Bundesliga, en un partit amb un resultat final de 3-1 contra el SC Freiburg. Tres dies després, Aubameyang va marcar el gol que donà la victòria al Borussia en la fase de grups de la Champions contra l'Arsenal FC amb una victòria per 2-0.

#### Temporada 2015-2016
El 31 de juliol de 2015, Aubameyang va signar un nou contracte fins al 2020. El 20 d'agost de 2015, Aubameyang va marcar 2 gols en la victòria del Borussia Dortmund sobre l'Odds BK noruec en el partit de play-off de la Lliga Europa de la UEFA.

### FC Barcelona
El 2 de febrer del 2022, el FC Barcelona va arribar a un acord perquè Aubameyang s'unís al club. El jugador va signar un contracte fins al 30 de juny del 2025 amb una opció de sortida el 30 de juny del 2023. L'acord també inclou una clàusula de rescissió de 100 milions d'euros. Aubameyang va debutar amb el club el 6 de febrer del 2022, entrant com a suplent en una victòria per 4-2 davant l'Atlètic Madrid. El 20 de febrer, va marcar els seus primers gols en competició al quart partit amb el Barça, marcant un triplet en una victòria a fora per 1-4 a l'estadi de Mestalla contra el València CF, en una actuació que li va fer convertir-se en el jugador del partit. El 20 de març de 2022, Aubameyang va marcar un doblet i va assistir a Ferran Torres en el seu primer Clàssic, ajudant el Barça a guanyar per 4-0 a l'Estadi Santiago Bernabéu contra el líder de la lliga, el Reial Madrid.

## Curiositats i vida personal
El 13 d'agost del 2014 en la final de la supercopa alemanya va celebrar el seu gol, que suposà el 2-0 a favor del Borussia amb una màscara de Spiderman. Curiosament en un altre partit de la Bundesliga que enfrontava el Borussia amb el Schalke Aubameyang i el seu company d'equip Marco Reus van celebrar el primer gol amb les màscares i la capa de Batman i Robin.
Aubameyang és creient i sovint dona gràcies a Déu per les coses de la vida i per les victòries aconseguides.
Aubameyang és fill de Pierre Aubameyang exjugador de futbol i de mare espanyola. Té dos germans més grans Catilina i Willy que també són jugadors de futbol. Tot i que ell és nascut a França ha optat per representar la selecció de Gabon, ja que els seus orígens es remunten allà.